# Xanthorhoe islandicaria
Xanthorhoe islandicaria là một loài bướm đêm trong họ Geometridae.